# Jean Guiraud (1866-1953)
Pour les articles homonymes, voir Guiraud et Jean Guiraud.
Jean Baptiste Hippolyte Guiraud, né le 24 juin 1866 à Quillan dans l’Aude et mort le 11 décembre 1953 à Saint-Martin-de-Bréthencourt, est un historien français, spécialiste de l’histoire de l’Église, agrégé d’histoire (1888), docteur ès lettres (1895), professeur d’histoire et de géographie de l’Antiquité et du Moyen Âge à l’université de Besançon, rédacteur en chef de La Croix de 1917 à 1939.

## Biographie

### Les origines
La famille de son père est originaire de Villemagne, non loin de Carcassonne, où son grand-père était un modeste paysan, qui meublait ses loisirs d'activités variées : chantre à l'église, barbier du village, sabotier aussi. Ses grands-parents maternels étaient des ouvriers de Montolieu.
Guillaume, son père, était le troisième d'une fratrie de dix enfants, la plupart morts en bas âge et dont seuls deux deviendront adultes. Doué intellectuellement, et d'un fort caractère, Guillaume sortit en 1843 de l'école normale primaire de Carcassonne. C'était un remarquable pédagogue, qui fut longtemps instituteur à Cenne-Monestiés, où il se maria en 1847 avec Adélaïde Escudié. Jean sera leur cinquième et dernier enfant (leur fille aînée était morte en bas âge).
Paul, l'aîné des survivants, ayant montré des dispositions pour les études, Guillaume vend la totalité de ses biens afin de financer ses études et abandonne l'enseignement, sa vraie vocation, pour des activités supposées plus lucratives, qui se révèlent décevantes et l'obligent à s'endetter lourdement. En 1872, il perd sa femme épuisée de soucis, puis place ses filles au service d'une institution privée. Il vit alors des secours que lui envoie son fils aîné, Paul, grâce aux leçons qu’il donne pendant ses jours de sortie de l’École Normale Supérieure.

### L'enfance
Si la petite enfance de Jean Guiraud semble avoir été heureuse, entre des parents aimants et un grand-père maternel qui l'adore, à la mort de sa mère, Jean Guiraud se retrouve dans une solitude affective rude pour un enfant de six ans : sa mère est morte, son frère et ses sœurs ne vivent plus au foyer familial. Guillaume trouve un emploi de comptable. « Laissant notre modeste mobilier à Carcassonne, m’emmenant avec lui, mon père se rendit à Narbonne et dans une vieille maison d’une rue étroite et obscure il loua une chambre meublée que nous avons occupée dix mois. Nous étions deux épaves. Le matin, levé à sept heures, je sortais avec les deux sous qui m’étaient alloués avec un morceau de pain, prendre un bol de café au lait dans une baraque du marché. J’allais ensuite à l’école où j’entrai dans la quatrième classe : j’avais alors sept ans. Les repas de midi et du soir étaient bien simples, un peu de charcuterie, un morceau de fromage, un peu de vin et quand j’avais bien fait mon devoir, une orange, tel était notre menu. Quand j’étais libre, je m’amusais avec les gamins de la rue. Nous ne prenions de repas chauds que deux jours par semaine ».
Guillaume prépare son fils Jean, entre huit et neuf ans, à l'examen des bourses de gratuité qui doit lui permettre d'accéder aux études secondaires au lycée. La discipline qu'impose le père est de fer : après les classes de l’école, alors que ses amis l’appellent pour jouer dans la rue, seul dans sa chambre, Jean fait le devoir que son père lui a donné la veille. Puis, revenant du bureau, le père donne à son fils une nouvelle leçon. Le régime est tellement dur que Jean se révolte : « Alors, il faut travailler toujours ! ». Et son père lui répond posément : « Oui, il faut travailler toujours ! ».
Toujours est-il que, grâce à ce travail acharné, Jean est reçu avec brio et peut ainsi envisager le lycée. Mais la bourse obtenue, il faut s’en montrer digne : pour son père, ancien instituteur, les boursiers ont été « institués pour être les modèles des autres élèves » ; ils doivent être un « exemple » pour leurs camarades et, tout au long de la scolarité de Jean, il n'aura de cesse de le rappeler à son devoir, à ce qu'il doit à la République.

### Les années d'études, 1876-1889

#### Le lycée de Carcassonne, 1876-1883
En 1876, Jean Guiraud entre comme interne boursier au lycée de Carcassonne ; la discipline de l’internat est dure : lever à cinq heures en été, cinq heures et demie en hiver ; après une petite récréation et une étude pendant laquelle on apprend les leçons pour la classe du matin, le petit déjeuner n’est pris qu’à sept heures et demie. La journée ne comprend que deux classes, une le matin et une l’après-midi, toutes de deux heures. Le reste du temps est consacré au travail en étude, le matin après la classe (1 h ¾) ; l’après-midi, après une longue récréation d’1 heure, de 5 à 8 heures du soir. Une seule sortie par mois : le premier jeudi ; les autres jeudis, les cours sont remplacés par la messe à 7 h ½, instruction religieuse et étude le matin ; promenade l’après-midi puis étude habituelle de 5 à 8 heures. Silence absolu au cours des déplacements, dans les dortoirs, à l’étude, au réfectoire, à la promenade (sauf en pleine campagne), en classe évidemment ; la récréation fait seule exception.
Il y reste jusqu'en 1883, bon élève malgré une ambiance générale peu studieuse et particulièrement anticléricale. Une anecdote qu'il nous rapporte dans ses "souvenirs", semble importante pour comprendre sa personnalité ultérieure : pour les Pâques de 1878, le maître d'études vient annoncer aux élèves que l'aumônier reçoit ceux qui veulent se confesser : « Quels sont ceux qui veulent aller à la lessive ? » ; Jean Guiraud n'ose alors pas se signaler de crainte de provoquer rires et ironies du maître et des élèves. Et, lorsque de retour chez son père, il lui annonce, sous divers prétextes, son père lui fait une leçon qui semble l'avoir suivi toute sa vie : « …sache une fois pour toutes que lorsque l'on a une conviction, il faut savoir l'affirmer et la défendre, que si l'on ne le fait pas, on est un lâche… ». C'est également dans la cour de récréation du lycée de Carcassonne qu'il sympathise avec Jean Durand avec lequel, bien que d'opinions différentes, il peut "même causer religion et politique sans nous blesser". À 17 ans, Jean Guiraud passe et réussit son baccalauréat avec la mention très bien.

#### Lycée Louis-le-Grand à Paris, 1883-1885
Grâce aux relations universitaires de son frère Paul, devenu membre du jury du concours de l’agrégation d’histoire, sa bourse est transférée à Paris. Il quitte, pour la première fois, sa région et arrive à Paris où il entre à Louis-le-Grand, en classe préparatoire au concours d'entrée à l'École normale supérieure. La discipline y est aussi dure qu'au lycée de Carcassonne. La préparation consiste à refaire la classe de rhétorique de seconde, plus des conférences de discours latins, de vers latins et de thèmes grecs. Une année, mais le plus souvent deux, voire trois. En effet, le nombre de places est limité et rares sont ceux qui réussissent le concours après une seule année de préparation. En arrivant, Jean Guiraud constate rapidement que le niveau de son ancien lycée n'était pas à la hauteur. Avec l'aide de son frère Paul, il met au point un programme d'études renforcées qui lui permet de décrocher le concours après deux ans de préparation et avec le second prix d'histoire au concours général. Durant ces deux ans, il fréquente Romain Rolland qui était externe, Paul Claudel et Léon Daudet dans la classe de philosophie d'Auguste Burdeau ; mais surtout, il rentre, grâce à son frère Paul dans la sphère privée de ses professeurs. Burdeau, qui l'a pris en affection, le reçoit fréquemment dans sa famille malgré des opinions religieuses opposées. Pierre Foncin, ancien professeur de son frère, inspecteur général de l'instruction publique, l'introduit également dans sa famille, où Jean Guiraud peut converser avec Mme Foncin dans leur dialecte, étant comme Jean, originaire de Carcassonne. Il rencontre aussi le mentor de son frère Paul : Numa Denis Fustel de Coulanges dont il adoptera le point de vue qu'un bon historien doit aborder ses sujets d'un point de vue scientifique et en dehors de toute idée politique afin d'éviter toute idée préconçue et favoriser autant que possible la vérité historique.

#### École normale supérieure, rue l'Ulm, 1885-1889
En 1885, il entre à l'École normale supérieure, la formation à l’École dure trois ans ; elle consiste à préparer la licence de lettres en 1re année ; la 2e année, sans examen, autorise une plus grande curiosité intellectuelle ; la 3e année est consacrée à l’agrégation. Il n'y a pas de programme limitatif pour l’agrégation d’histoire que passe Jean Guiraud, l’ampleur du travail à fournir est donc considérable. Il a comme professeurs, entre autres, Gabriel Monod, Paul Vidal de La Blache, Gaston Boissier, Ferdinand Brunetière et Léon Ollé-Laprune (qui marque particulièrement Jean Guiraud). Il obtient l'autorisation de suivre un cours d’archéologie du Moyen Âge à l’École des Chartes, un cours de philologie chrétienne à l’École pratique des hautes études et un cours d’histoire ecclésiastique à l’Institut catholique, (les deux derniers sont donnés par l’abbé Louis Duchesne). Reçu à l'agrégation à 22 ans, Jean Guiraud envisage le début de son activité professionnelle mais Monod et Duchesne l'ont proposé à M. Perrot pour l'École française de Rome ; il obtient la place de Stéphane Gsell mais celui-ci prolonge son séjour d'un an au palais Farnèse. On offre alors à Jean Guiraud une quatrième année rue d'Ulm, avec un statut spécial pour attendre son séjour à Rome. Pendant ses années-là, il s'est rapproché de la Société de Saint-Vincent-de-Paul, principalement la conférence Saint-Médard. Comme d'autres étudiants catholiques, il visite des familles pauvres du quartier Mouffetard.

#### L'École française de Rome, 1889 à 1892
Il arrive au palais Farnèse à l'automne 1889, Il profite de l'ouverture récente, par Léon XIII, des archives "secrètes" du Vatican. Il participe à l'édition des registres pontificaux d'Urbain IV (1251-1264), Grégoire X (1272-1276) et de Jean XXI (1276-1277). Il fréquente de nombreux prélats et savants italiens. Il s'inscrit aux cours du grand archéologue romain de Rossi et découvre les catacombes, principalement celle de Saint-Calixte qu'il fera bientôt visiter aux Français de passage. Il retrouve en arrivant les normaliens Stéphane Gsell, Édouard Jordan et Auguste Audollent, rencontré à Louis-le-Grand, vite rejoints par Romain Rolland. Il fait connaissance avec Camille Enlart ; plus tard Jules Gay, Edmond Courbaud, Jules Toutain, Léon Dorez et Frédéric Soechnée viennent compléter les effectifs. Il se lie aussi avec l'abbé Georges Audollent, frère d'Auguste, et futur évêque de Blois, pensionnaire de la procure Saint-Sulpice de Rome et avec l'abbé Louis Guérard (1862-1942) qui dînait tous les 15 jours chez Jean Guiraud à partir de 1917 et restera un ami fidèle jusqu'à sa mort. Il rencontre également de nombreux ecclésiastiques français en visite à Rome et noue, avec eux, des liens qui lui seront très utiles dans ses futures activités de militant chrétien et de rédacteur en chef de La Croix. En 1891, il obtient le privilège d'une troisième année qui lui permet de parcourir l'Italie, découvrant archives et bibliothèques. Il considérera son séjour romain comme l'un des meilleurs moments de sa vie. Et c'est avec regrets qu'il quitte l'Italie en 1892 pour attendre sa première nomination.

### Les années d'enseignement, 1892-1917

#### Professeur en lycée, 1892-1898
Après un voyage de trois semaines en Allemagne, où il découvre musées et monuments, il est nommé professeur d'histoire au lycée de Sens, en 1892. Le lycée est petit et il a peu d'heures de cours. Cela satisfait Jean Guiraud qui peut ainsi se consacrer à la rédaction de ses thèses. Il s'inscrit à la Société de Saint-Vincent-de-Paul de Bourgogne. En décembre 1892, son père, Guillaume, vient habiter chez lui mais il meurt en mars 1894. À la rentrée scolaire de 1894, Jean Guiraud est nommé au lycée Saint-Charles de Marseille. Cette promotion ne le satisfait pas complètement : il a deux fois plus d'heures de cours et plus d'élèves que la totalité du lycée de Sens et ne peut plus consacrer autant de temps à ses thèses. Il s'inscrit cependant à la Société de Saint-Vincent-de-Paul, à la confrérie du Viatique et s'implique dans l'Association catholique de la jeunesse française. Le 26 juin 1895, il épouse à Auteuil Marguerite Petit de Julleville, fille du professeur à la Sorbonne Louis Petit de Julleville (1841-1900) qu'il a rencontré deux ans plus tôt au mariage de son ami Auguste Audollent. Ils auront ensemble 10 enfants. À son contact son point de vue sur la condition féminine évoluera au point d’écrire à son beau-frère : « Je suis de plus en plus partisan de l’instruction chez les femmes. Marguerite m’a converti à cette idée qui m’était jadis bien désagréable » . Par ce mariage, Jean Guiraud devient le beau-frère du futur cardinal Pierre de Petit de Julleville, d'Auguste Audollent, de l'Institut (frère de Mgr. Audollent, évêque de Blois), du Docteur Pasteau, de l'académie de Chirurgie et d'Édouard Delacommune, membre de la commission permanente des Semaines Sociales. En 1897, au Congrès des œuvres de jeunesse (se tenant à Marseille) il est nommé rapporteur d'une enquête sur la qualité de l'enseignement religieux dans les établissements publics et catholiques, ses conclusions, défavorables, sont vivement décriées durant le congrès. Il reçoit cependant le soutien des autorités ecclésiastiques et en fait un article pour Le Correspondant. Il apprendra, bien plus tard, que cet article a été transmis au pape Léon XIII, par Mgr Mourey, et l'a convaincu de la nécessité d'élever le niveau de l'enseignement religieux.

#### Professeur à l'Université, 1898-1917

Ex libris de Jean Guiraud.

En 1898 Jean Guiraud est nommé chargé de cours à l'université de Besançon. La charge de travail lui semble bien légère et lui laisse beaucoup de temps pour ses travaux d'érudition. Il en profite également pour multiplier ses engagements de militant catholique : il aide à l'organisation du congrès de la jeunesse catholique française qui a lieu, en 1898, à Besançon et soutient son ancien camarade Syveton dans la création d'un comité de la Patrie française en Franche-Comté. Il est titularisé dans son poste en 1900, malgré les attaques qu'il subit de la part du journal Le Petit Comtois. Ses activités de militant catholique lui vaudront quelques soucis d'avancement mais ses rapports avec ses collègues sont excellents. Il devint presque intime avec Albert Mathiez, historien robespierriste. Il est vrai que tous deux reçoivent des coups venant des historiens officiels ; parlant d'eux Mathiez dit à Jean Guiraud : « Ils me détestent encore plus qu'ils ne vous détestent ; c'est que, pour eux, si vous êtes l'infidèle, je suis, moi, l'hérétique ».
Depuis son arrivée à Besançon, Jean Guiraud multiplie les engagements politiques : il crée avec Jean Maître, maître de forges, un comité départemental de l'Action libérale populaire, dont il est le deuxième président de 1908 à 1912, et un quotidien L'Éclair Comtois (1903-1939) dans lequel il écrit sous les pseudonymes Jules Barty ou Jean Maurel, et dont il devient le rédacteur politique. Parallèlement il continue son enseignement, ses travaux de recherches universitaires et publie de nombreux articles dans la Revue historique et la Revue des questions historiques dont il prend en 1908 la direction à la suite de Paul Allard. En 1909, il crée un bulletin mensuel, dans le cadre de l'ALP : Dieu, Patrie, Liberté entièrement écrit et financé par lui ; en 1913, lorsqu'il quitte la présidence du comité département de l'ALP, il continue la publication de ce bulletin mais en lui donnant une audience nationale.
En mars 1911, est fondée une fédération des chefs de famille des départements du Doubs, de la Haute-Saône et du Territoire de Belfort dont Jean Guiraud prend la présidence ; il œuvre immédiatement à la constitution d'une union nationale qui voit le jour en mai suivant et crée une revue mensuelle, École et Famille. Bulletin mensuel de l'Union des associations catholiques des chefs de famille. Après deux échecs électoraux et quelques déboires avec des personnalités franc-comtoises, Jean Guiraud s’éloigne de l’action politique pour se consacrer aux associations catholiques de chefs de famille.
À partir de 1914, les rapports avec Paul Feron-Vrau, qui a racheté la Maison de la Bonne Presse et La Croix aux Assomptionnistes et qui dirige la société La Presse régionale, qui appuie l'Eclair comtois , et avec le père Bertoye, corédacteur en chef, se multiplient. Il écrit un certain nombre d'articles pour La Croix. Les Assomptionnistes lui proposent de nombreux projets de livres et ils souhaitent même l'avoir entièrement à Paris. En octobre 1916, le père Emmanuel Bailly, supérieur des Assomptionnistes et frère de Vincent, le fondateur du journal La Croix, lui en propose la codirection avec le Père Bertoye. Cette proposition est donc l'aboutissement d'un rapprochement de points de vue et Jean Guiraud y voit l'opportunité d'une formidable tribune pour la défense des valeurs chrétiennes qu'il défend. Ainsi, après vingt-cinq ans dans l'enseignement, Jean Guiraud devient rédacteur en chef du journal La Croix.

## Le Fonds Jean Guiraud, aux Archives nationales

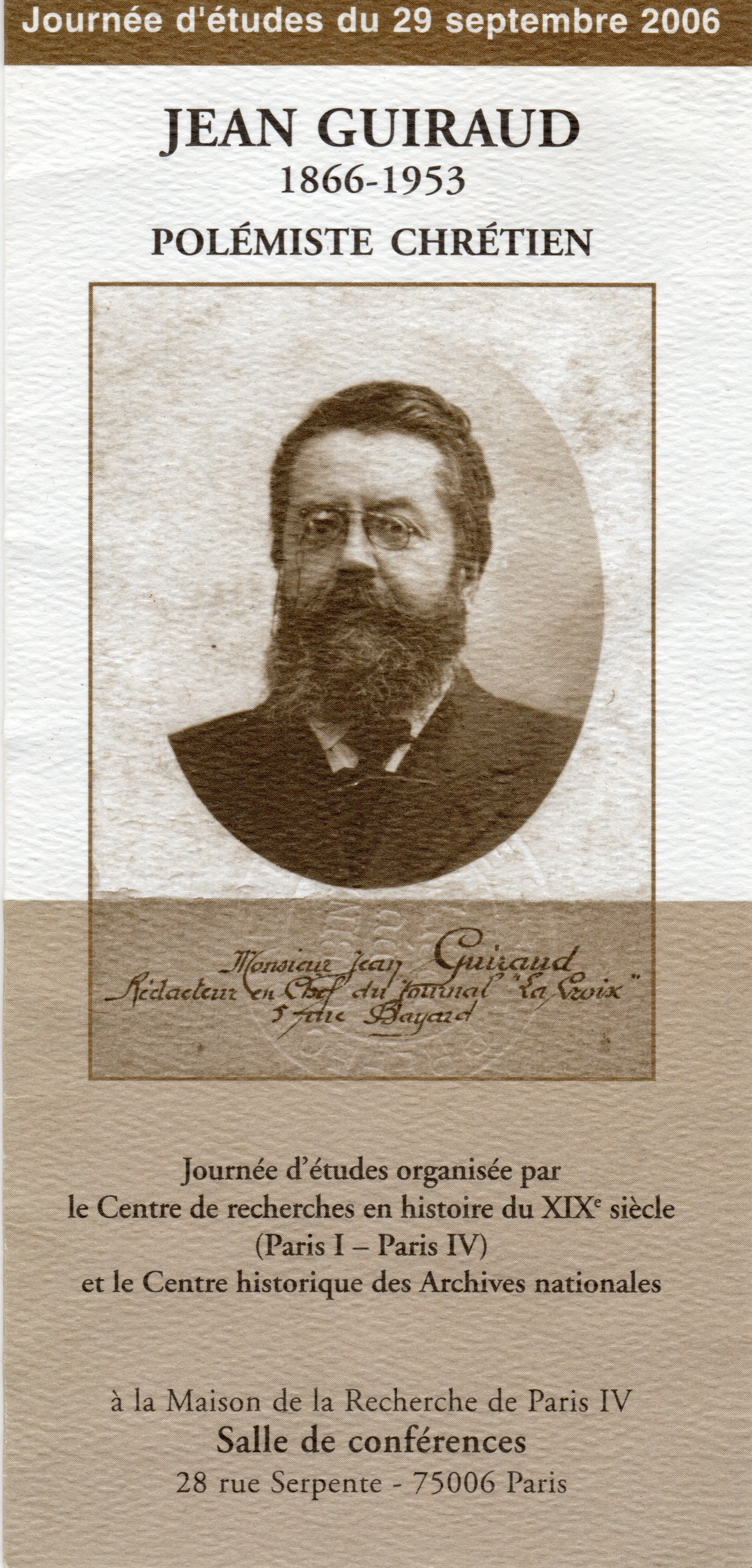
Prospectus - programme du 29 septembre 2006

### Rédacteur en Chef deLa Croix, 1917-1939

#### En tandem avec Bertoye, 1917-1927
Jean Guiraud possède donc déjà une solide expérience journalistique avant d'arriver au journal La Croix. Il est chargé de la politique intérieure et le père Bertoye, "Franc", s'occupe des sujets religieux. Il reçoit aussi la mission des relations "extérieures" du journal.
Il donne rapidement un ton nouveau au journal. Il va « introduire l’histoire dans La Croix et offrir un important apport documentaire aux lecteurs, les fournissant en argumentaires apologétiques… il fait de sa prose un levier, un instrument de l’organisation catholique contre l’éparpillement. Les lecteurs attendent de lui une direction, des mots d’ordre ». Les lecteurs seront surtout sensibles à ses articles, mais son travail ne s’y résume évidemment pas. Le matin, il travaille au plan du numéro du jour et rédige ses textes ; trois après-midi par semaine, il reçoit (et, plus généralement, représente le journal à l’extérieur) ; le fonds des Archives nationales met au jour une autre dimension, non évoquée dans les négociations préludant à son embauche mais qui prendra une grande importance : le courrier" qu'il trouve "formidable" et auquel il consacrera beaucoup de temps. Il introduit également les pages littéraires qui font leur apparition en 1921 (écrites initialement par Jean Guiraud et José Vincent). Très vite le nouveau tandem s'accorde, chacun respectant scrupuleusement le territoire de l'autre, et le tirage journalier de La Croix retrouve son niveau d'avant-guerre, le dépasse même (160 000 à 170 000 exemplaires). Avec Jean Guiraud, La Croix devient, non seulement un journal d'opinion, mais aussi un journal complet.
Les catholiques français se partageaient alors en deux grands courants : l'un de tendance démocrate populaire, représenté par les archevêques de Paris (Mgr. Amette, Mgr. Dubois), plus proche du pouvoir et enclins aux concessions, aux compromis avec les pouvoirs publics de façon à obtenir le maximum d'avantages quitte à mettre en sourdine certaines revendications ; l'autre, qualifié de réactionnaire, opposé à tout abandon, revendicatif et ne reculant pas devant les campagnes ouvertes, soutenu, entre-autres par Mgr. Maurin (de Lyon), le cardinal Baudrillart, les sympathisants de l'Action Française et les intégristes. Entre ces deux tendances, la position de Jean Guiraud était assez particulière : l'abbé Thellier de Poncheville disait de lui : "il n'est ni démocrate ni réactionnaire, il est guiraudiste". Mais si Jean Guiraud se plaçait essentiellement sur le plan catholique et aurait voulu faire une union sur le terrain des deux tendances, il pensait cependant que les moyens à emprunter devaient s'inspirer de la deuxième tendance et, peu à peu, le journal La Croix fit plutôt figure de journal d'opposition. C'est surtout sur l'école et la famille que Jean Guiraud prenait position.

#### En tandem avec Merklen, 1927-1939
En 1927, le père Léon Merklen remplace le père Bertoye. À ses débuts, il est assez mal accepté dans l'équipe et tenu à l'écart des prises de décision importantes. Mais peu à peu, il obtient le départ de ceux qui ne sont pas dans sa ligne et les remplace par des collaborateurs laïcs humbles et dévoués à sa cause. Ce remplacement lui permet de transformer petit à petit la ligne éditoriale du journal, à son arrivée assez conservatrice, en favorisant l'entrée de collaborateurs « très bien orientés à tout point de vue », c'est-à-dire proches de l'Action catholique et hostiles à l'Action française, Seuls Jean Guiraud et Pierre l'Ermite (pseudonyme de l'abbé Edmond Loutil, curé de l'église Saint-François-de-Sales), résistent. Le père Merklen n'est pas un homme "facile à vivre" et la concurrence entre les deux hommes semble naître assez vite, au point qu’il est possible que Guiraud ait voulu partir dès 1928. Malgré cela, dans les premières années, la double rédaction Merklen - Guiraud, représente toutes les nuances de la pensée catholique, une impartialité des informations, la charité et des positions conformes à celles de la papauté".
Mais la nouvelle ligne, celle suivie par le Père Merklen, est notamment plus favorable au rapprochement franco-allemand (qui conduira la France aux accords de Munich) et à une vision qui est souvent qualifiée de "sociale" ; mais, surtout, le journal va modérer largement ses positions vis-à-vis du pouvoir politique en place, peut-être de crainte de perdre certains avantages acquis pour la congrégation. Ainsi, dans sa lettre du 10 avril 1929, le père Merklen invite Jean Guiraud « prudemment à réfléchir avant d’attaquer Poincaré, Briand et Tardieu au moment où ils desserrent l’étreinte sur l’enseignement congréganiste ». Mais cette nouvelle ligne n'est pas suivie par les lecteurs et, tout au long des années 1930, la diffusion baisse régulièrement pour atteindre environ 100 000 exemplaires à la veille de la guerre.
En 1939, Jean Guiraud remet sa démission. « Je me demande, déclarait-il au P. Merklen très ému, venu le voir à ce moment, si je ne dois pas regretter d'avoir abandonné ma chaire et mes études pour en arriver là » ; il faudra attendre 1969 pour voir un laïc (André Géraud) nommé rédacteur en chef. Cette démission, annoncée par un entrefilet assez sec le 11 novembre 1939, est très mal vécue par de nombreux lecteurs et provoque le départ de nombreux abonnés ainsi qu'un fort ressentiment anti-Merklen. Grâce à ce poste, Jean Guiraud eut une influence considérable sur la politique catholique mais ces années se terminent par une rupture brutale qui laisse des traces indélébiles.

Jean Guiraud et son beau-frère, le futur cardinal Pierre Petit de Julleville, juin 1931.

C'est pendant cette période que les épisodes les plus douloureux de la vie familiale de Jean Guiraud se placent (1918 à 1940) : en mars 1918, l'aîné de ses fils, Étienne, âgé de 20 ans, disparaît dans les combats autour de Montdidier, (sa tombe ne sera retrouvée qu'en 2010). En novembre 1927, son épouse, Marguerite, fortement éprouvée par la disparition de son fils, décède après une longue maladie. En septembre 1934, son second fils, prêtre et directeur au grand séminaire d'Aix, se noie à Chenaud en Dordogne pendant une colonie de vacances. Et en septembre 1940, son troisième fils, Xavier, administrateur aux colonies et qui n'avait pu revenir en France à cause des événements, décède d'une maladie foudroyante en Côte d'Ivoire.

### Les dernières années, 1940-1953
Jean Guiraud retourne donc à ses travaux d'historien, qu'il n'a jamais complètement abandonnés : il espérait finir son Histoire de l'Inquisition au Moyen Âge prévu en trois tomes (le premier paru en 1935) mais, peu après la parution du second tome en 1939, presque toute l'édition et les formes sont détruites avec l'atelier de l'imprimeur. Le troisième tome, en partie composé demandait des recherches en Italie et en Espagne, que le conflit ne permettait pas. Après la guerre, Jean Guiraud renoncera à finir ce troisième tome devant le refus de l'imprimeur de rééditer le second tome. La guerre le force à quitter son domicile et la région parisienne. Il se réfugie en zone libre, puis se fixe, pour la fin de la guerre, à Lyon chez des religieuses. Pour ses derniers projets, une histoire du jansénisme et une histoire des origines de la Révolution, il collecte, dix années durant, une masse considérable de documents, parcourant bibliothèques et archives. Jean Guiraud aura également à subir une épreuve supplémentaire : son dernier fils vivant, Paul Guiraud, journaliste et membre du Parti franciste, est jugé et condamné à la libération. C'est une rude épreuve pour Jean Guiraud, homme âgé qui n'a plus beaucoup d'amis en vie. Il aura cependant la joie de le voir sortir de prison en juillet 1951, peu de temps avant son décès. En plus de ses travaux historiques, il se met à la rédaction de ses souvenirs mais il n'aura pas le temps d'aboutir et ce n'est qu'en 2012, grâce à son petit-fils Didier Ozanam, qu'ils seront publiés.
Il décède chez une de ses filles alors qu'il travaillait à ses derniers projets, à Saint-Martin-de-Bréthencourt (Yvelines) le 11 décembre 1953. Il est inhumé au cimetière du Père-Lachaise à Paris. Sur sa tombe, l'épitaphe gravée résume sa vie : « bonum certamen certavi ».

## Conclusion: un personnage inclassable
Jean Guiraud « apparaît de prime abord comme un acteur décisif de la réaction catholique face au système républicain. Pourtant, d’autres éléments de sa longue biographie viennent brouiller les contours de ce portrait trop vite croqué : petit fils d’un modeste paysan de Carcassonne, fils d’instituteur, normalien, membre de l’École française de Rome, agrégé d’histoire, professeur de lycée, Jean Guiraud est également le pur produit de la méritocratie républicaine. Tout ceci fait de lui le singulier représentant d’une certaine bourgeoisie intellectuelle française, profondément catholique mais sincèrement ralliée à la République ».

### Historien, l’objectivité impossible?
« Formé par les pères de l’école méthodique, Jean Guiraud s’est voulu historien engagé. Il a sincèrement tenté de mettre l’objectivité au service de la polémique. Il n’a pu échapper à tous les risques de cette entreprise. Sa fidélité à la tradition de l’histoire catholique, son militantisme et ses combats l’ont parfois écarté des chemins d’une neutralité paisible. S’ils l’ont sans doute empêché d’avancer plus avant dans le déchiffrement de l’hérésie languedocienne, il s’avère pourtant dans ce registre un historien de première importance. Historien de la vie au premier chef ; il ne cultive pas l’abstraction, mais reste près des textes ; il étudie l’hérésie dans son épaisseur concrète, à travers les lieux et les hommes. Outre cet exemple positif, il a fourni aux chercheurs d’aujourd’hui un socle pour leur réflexion. Son œuvre historique demeure largement positive et utile. Elle constitue le point de départ des lectures nouvelles de la dissidence médiévale en Languedoc. Sans doute Jean Guiraud n’a-t-il pu, en raison de son engagement, de ses convictions intimes, voire de ses préjugés, se libérer entièrement de la polémique pour donner du Moyen Âge languedocien une image totalement neuve, mais il a posé des fondements essentiels pour l’avènement en ce domaine d’une histoire moins partiale et plus vraie. » (Jean-Louis Biget).

### Un polémiste controversé?
« On a beaucoup parlé de la brutalité avec laquelle s'exprime parfois Jean Guiraud. Nous sommes tout de même très très loin de la presse la plus violente de cette époque, à la fois parce qu'il s'agit de La Croix et aussi parce que nous sommes sous la plume de Guiraud. Les plus brutaux de ses articles sont tout à fait construits et argumentés par rapport à ce qui peut se lire sous la plume d'un certain nombre de polémistes. Donc, même quand il est très dur, je pense notamment à un article sur le Front populaire, il est d'une extrême pondération. Il est contre, il dit tout benoîtement que cela prépare la révolution et conduit à la fin du pays, mais il le dit sans aucune attaque ad hominem, ce qui n'est pas si mal pour le temps. » (Yves Poncelet).

### Guiraudiste: Un bon soldat du Christ

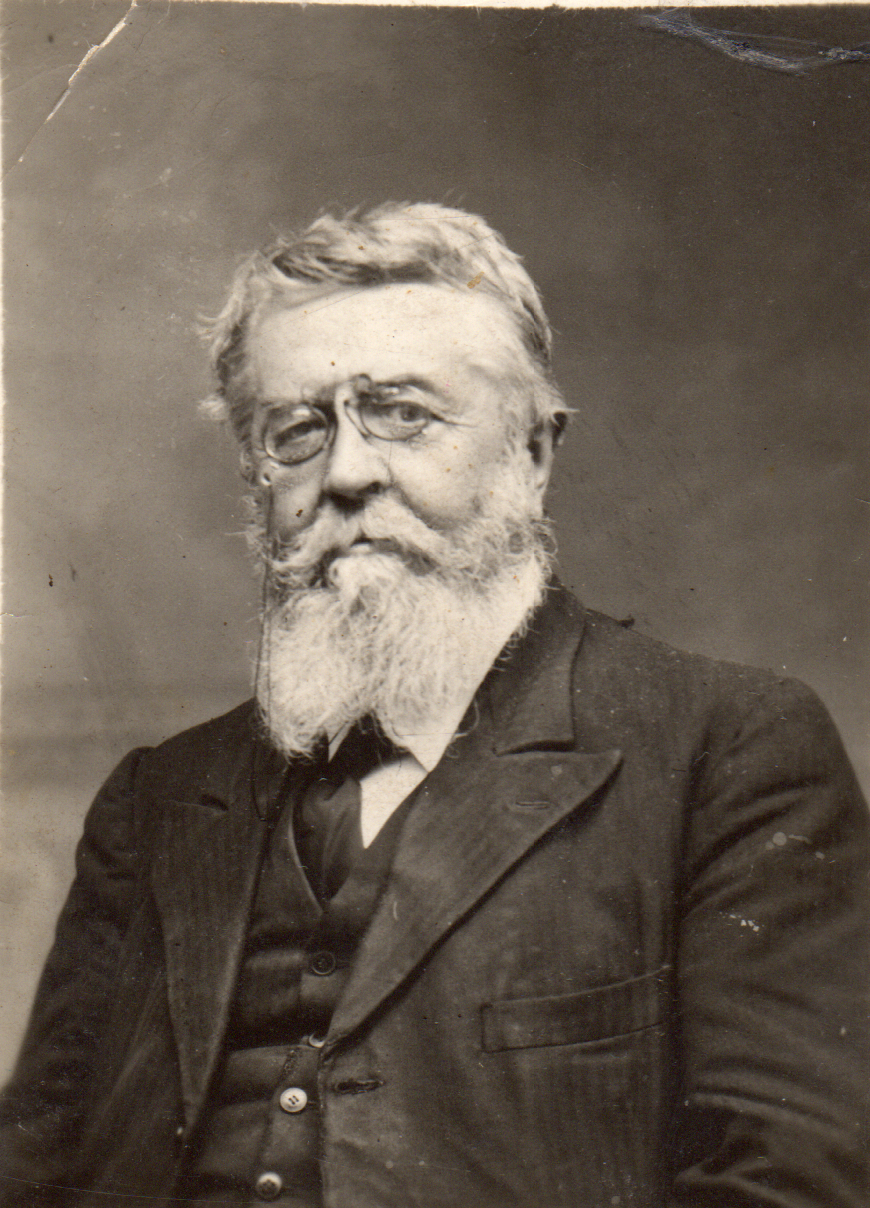
Jean Guiraud, entre 1940 et 1950.

Jean Guiraud « refuse de s'inféoder à quelque parti ou courant politique que ce soit. Éternel franc-tireur, il combat aussi bien le boulangisme que le ralliement inconditionnel, aussi bien le Sillon que l'Action française. Il est indépendant et inclassable, comme le constate l'abbé Thellier de Poncheville: "Guiraud ? Il n'est ni démocrate, ni réactionnaire, il est guiraudiste !". Si cependant on se risquait à tenter de caractériser la personnalité et l'activité de Jean Guiraud, sans doute pourrait-on reprendre ce qu'écrivait sa fille aînée à l'occasion de la célébration des 80 ans de son père (Lyon, 24 juin 1946) : "Mgr Bertin prononça une allocution émouvante, prenant pour thème une citation de saint Paul que nous aimions depuis longtemps évoquer quand nous pensions à papa : Bonus miles Christi » (Didier Ozanam).

### Dans l'histoire deLa Croix
En 1953, La Croix fêtant son soixante-quinzième anniversaire, évite totalement de citer Jean Guiraud malgré ses 22 ans au service du journal. Quelques mois plus tard, à son décès, la famille fait part à La Croix de sa peine de cet « oubli » que le journal répare partiellement avec la notice nécrologique qu'il lui consacre. En 1987, un colloque, organisé pour les cent ans du journal, évoque à peine Jean Guiraud et toujours en marge du sujet. En 2011, Yves Pitette publie sa biographie du journal La Croix : « Jean Guiraud est un journaliste à l'ancienne… »« il ne jouera pratiquement aucun rôle dans la direction de la rédaction… » « il écrivait deux articles par semaine et en dehors de ça ne s'occupait pas du journal »(page 110 à 112) et page 233, « Jean Guiraud, n'a fait que porter le titre, sans l'exercer jamais tant il travaillait en solitaire ».
L'importance du rôle de Jean Guiraud n'est pas encore pleinement reconnu au sein de l'histoire « officielle » de La Croix.

### Épilogue
« Quant à Jean Guiraud, qui fut une personnalité très connue en son temps, un modèle pour de nombreux catholiques, il est injustement tombé dans l'oubli. Il faut espérer que la mise à disposition de ses archives incite un historien à entreprendre sa biographie. » (conclusion de la présentation du CHAN).

## Publications
Certaines sont réservées à des érudits, d'autres au grand public. À son œuvre d'historien, se rajoute un certain nombre d'ouvrages en tant que militant catholique.

### Ouvrages
- Les registres de Grégoire X, 1272-1276 : recueil des bulles de ce pape publiées ou analysées d'après les manuscrits originaux des Archives du Vatican et de dépôts publics de France et d'Italie, Paris : Thorin et fils : [puis] A. Fontemoing, 1892-1898, 425 pages
- L'État pontifical après le grand schisme : étude de géographie politique, Paris, E. Thorin, 1895, (251 pages). Réédité chez A. Fontemoing, 1896, 251 pages + 3 cartes.
- De Prulianem Monasterio ordinis Praedicatorum incunabulis (1206-1345), A. Fontemoing, 1896, 181 pages .
- Saint Dominique, Lecoffre, 1899, (212 pages) (a été traduit en anglais, plusieurs éditions ), prix Juteau-Duvigneaux de l’Académie française.
- Les Registres d'Urbain IV, 4 tomes, Paris A. Fontemoing, 1901-1904

Tome 1 : Registre dit caméral, 1899 Tomes 1 et 2
Tome 2 : Registre ordinaire, tome premier, 1901
Tome 3 : Registre ordinaire, tome second, 1904 Tomes 3 et 4
Tome 4 : fasc. 9 Appendices 1, 2, 3 ; fasc. 10, Tables du registre d'Urbain 4, 1906
- L'Église romaine et les origines de la Renaissance, Paris, V. Lecoffre, 1902 .
- Questions d'Histoire et d'Archéologie contenant La Répression de l'Hérésie au Moyen Âge – La Morale des Albigeois – Le "Consolamentum" ou Initiation Cathare – Saint Dominique a-t-il copié Saint François ? – Jean-Baptiste de Rossi ( 1822-1894 )- La venue de Saint Pierre à Rome – Les Reliques Romaines au IXe Siècle – L'esprit de la Liturgie Catholique, Lecoffre, 1902, (304 pages).
- La Séparation et les élections, Paris, Lecoffre, 1906, 436 pages
- Le Cartulaire de Notre-Dame de Prouille, précédé d'une étude sur L'albigéisme languedocien aux XIIe & XIIIe siècles, dans Études et documents sur l'histoire religieuse, économique et sociale du Languedoc au Moyen Âge, Picard, 1907, (deux volumes : 355 et 286 pages) (les deux volumes sont numérisés à la suite)
- Histoire partiale, histoire vraie, 4 tomes, Beauchesne, première édition entre 1911 et 1917, a été réédité de nombreuses fois (on trouve mention d'une 40e édition), revue et augmentée.

Tome 1 : Des origines à Jeanne d'Arc, (416 pages).
Tome 2 : Moyen Âge, Renaissance, Réforme, (467 pages).
Tome 3 : L'Ancien Régime XVIIe-XVIIIe siècles (1re partie), 431 pages .
Tome 4 : L'Ancien Régime XVIIe-XVIIIe siècles (2e partie), 394 pages 
- Clergé et Congrégations au service de la France, Éditions des "Questions actuelles", 1917, 552 pages
- Vers l'Union pour l'Action, Bonne Presse, 1919, 550 pages
- La critique en face d'un mauvais livre, Paris, Guillemot Lamothe, 1926, 131 pages
- L'inquisition médiévale, Grasset, 1928, 251 pages  (eut une édition anglaise)
- Pourquoi je suis catholique, Édition de France, 1928, 104 pages
- Monseigneur Freppel, Paris, Flammarion, 1933, 243 pages
- Histoire de l'Inquisition au Moyen Âge, Paris, A. Picard, 1935-1938, 2 volumes

Tome 1 : Origines de l'Inquisition dans le Midi de la France. Cathares et Vaudois, 428 pages
Tome 2 : L'Inquisition au XIIIe siècle en France, en Espagne et en Italie, 600 pages
- Souvenirs de jeunesse 1866-1900, (autobiographie), Édité par Brigitte Waché, Directeur du Laboratoire Christian Guilleré, Université de Savoie, 2012, 680 pages  (ISBN 978-2919732050). Sommaire détaillé du livre sur le site de l'université de Savoie

### Brochures, articles et participations
- Le commerce des reliques au commencement du IXe siècle, dans Mélanges G. B. de Rossi : recueil de travaux publiés par l'École française de Rome en l'honneur de M. le commandeur Giovanni Battista de Rossi, E. Thorin, Paris et Spithöver, Rome, 1892  (pages 73 à 96)
- La France en Italie et à l'étranger, discours prononcé le 31 juillet 1893, à la distribution des prix du lycée de Sens, Paris, Duchemin, 1893, 10 pages
- Jean-Baptiste de Rossi, sa personne et son œuvre, Nogent-le-Rotrou, impr. de Daupeley-Gouverneur, (sans date) 26 pages, Extrait de la Revue Historique, tome LVIII, 1895,  (pages 44 à 69)
- Saint Dominique et la fondation du monastère de Prouille, Extrait de la Revue Historique, tome LXIV, 1897, 32 pages (pages 225 à 257)
- Les études d'histoire ecclésiastique et l'église au XVe siècle : leçon d'ouverture du cours d'histoire du Moyen Âge , 1898, 23 pages
- Rome, Ville sainte au Ve Siècle dans Compte-rendu du IVe Congrès Scientifique International des Catholiques, Fribourg, août 1897. Imprimerie et Librairie de l'Œuvre de Saint-Paul, Fribourg. 1898, 11 pages
- Études sur les principaux orateurs du Congrès de Besançon, dans Congrès de Besançon les 17, 18, 19 et 20 novembre 1899… Association catholique de la jeunesse française, Besançon, 1899,  (textes non signés, placés entre les interventions).
- Le protestantisme à Montbéliard d'après M. le pasteur Viénot, Besançon, impr. Jacquin, 1901, 8 pages
- Saint Dominique a-t-il copié Saint François ? dans Mélanges Paul Fabre. Études d'histoire du Moyen Âge, Paris, A. Picard, 1902, (9 pages),  (pages 321 à 329)
- Le Consolamentum Cathare, Extrait de la Revue des questions historiques, 1904, (39 pages)  (pages 74 à 112)
- Le dernier brigand politique de la Basilicate, Carmine Donatelli Crocco, d'après ses mémoires, Dans Le Correspondant (Paris), 1904,  (pages 982 à 999)
- La famille laïque, fascicule I : Mariage et union libre, fascicule II : La Dépopulation, Besançon, Ass. catholique de la jeunesse française, 1905, (pagination non trouvée)
- L'Abbaye de Faverney en 1608, Besançon, Imprimerie de Jacquin, 1909, 12 pages
- Inquisition (colonnes 823 à 891, soit 34 pages) dans le Dictionnaire Apologétique de la Foi Catholique, quatrième édition, sous la direction d'Adhémar Alès, Paris Beauchesne, 1911 Tome II  (pages 416 à 448)
- Ozanam, Historien Chrétien, Extrait de la Revue des Questions historiques, tome XCIV, 1913, (18 pages),  (pages 465 à 483)
- Les projets de loi de défense laïque, Lyon, Emmanuel Vitte, 1913, (26 pages) Texte d'une conférence faite à Lyon le 26 février 1913 en tant que président de l'Union des associations catholiques de chefs de famille.
- Le Projet de loi sur les orphelins de la guerre et les pupilles de la nation. La loi sur les œuvres de guerre, Paris, G. Beauchesne, 1916, 90 pages.
- Dans Dossier de la Documentation Catholique, Bonne Presse, 1922-1923, plusieurs articles :
  - Décès de Benoit XV, colonnes 318 à 320, pages 159 et 160 du fichier
  - La Papauté et l'Italie, colonnes 357 à 359, page 222 du fichier
  - Élection de Pie XI, colonnes 445 à 446, pages 178 et 179 du fichier
  - Protestantisme et Patrie sous Louis XIV suivi du Rôle spécial du pasteur Jurieu, colonnes 1032 à 1044, pages 516 à 522 du fichier
  - L'évolution des partis en France 1re partie, colonnes 1185 à 1207, page 592 à 603 du fichier
  - L'évolution des partis en France 2e partie, colonnes 1441 à 1463, page 720 à 732 du fichier
- Pourquoi la France occupe-t-elle la Ruhr ? Lettres d'un catholique français à un catholique étranger, Publication du Comité catholique des Amitiés françaises à l'étranger, Bloud & Gay, Paris, 1923, (48 pages)  (à partir de la page 468)
- L'École unique et monopole de l'enseignement, Paris, Union des Associations catholiques des chefs de famille, 1926, 48 pages
- Les Jésuites, ce qu'ils sont, ce qu'ils font, Paris, "Action populaire", éditions "Spes", 1926, (32 pages), (Collection "Peuple de France". no 22).
- La Franc-maçonnerie a-t-elle préparé la Révolution française ? dans La Revue universelle 10 octobre 1941, (pages 401 à 419)

### Les réimpressions
- L'Inquisition médiévale, J. Tallandier, 1978.  (ISBN 978-2235004091)
- Elogio della Inquisizione, Traduction en italien par Rino Cammilleri, avec une introduction de Vittorio Messori, Édition Leonardo, Milan, 1994. (Traduction de l'article Inquisition dans le Dictionnaire Apologétique de la Foi Catholique de 1911)  (ISBN 978-8835511021)
- Le "Consolamentum" Cathare, Nîmes, C.Lacour , 2001  (ISBN 2-84692-085-0)
- Histoire partiale, histoire vraie Cadillac, Éditions Saint-Rémi, 2003  (ISBN 978-2845190122)

### À signaler aussi
- Une série complète de livres de classe chez l'éditeur de Gigord en collaboration avec Charles Aimond et son épouse, Marguerite Guiraud, non listée ci-dessus (voir la bibliographie de la page de Charles Aimond).
- Diffusion familiale : Souvenirs, (1866-1900), 2004, transcription du manuscrit (ensuite mis en forme par Christian Guilleré pour diffusion publique : Souvenirs de jeunesse 1866-1900, 2012)

### Trouver ses articles sur le site Gallica
- Dans La Croix (de 1916 à 1939)
- Dans la Revue des questions historiques, dont il a été le directeur à partir de 1908)
- Dans la revue École et famille, Bulletin mensuel de l'Union des associations catholiques des chefs de famille. Il crée ce bulletin en 1911 et le dernier numéro parait en mars-avril 1940.
- Dans la Revue pratique d'apologétique de G. Beauchesne,
- Dans Credo, Bulletin officiel de la Fédération nationale catholique, revue mensuelle d'action catholique et sociale mensuel, 1925-1939. (Pas encore numérisé, notice BnF : )